# Formacja skalska
Formacja skalska (pełna nazwa polska: formacja łupkowo-wapienna ze Skał; nazwa angielska: shaly-calcareous Skały Formation) – jednostka litostratygraficzna (formacja) dewonu środkowego Gór Świętokrzyskich, a dokładniej ich północnej części czyli regionu łysogórskiego, której nazwa pochodzi od miejscowości Skały w gminie Nowa Słupia. 

## Historia badań
Wydzielenie, odpowiadające obecnej formacji skalskiej, zaproponował w 1950 Jan Czarnocki pod nazwą „seria skalska”. W późniejszych latach najczęściej używanym terminem były „warstwy skalskie” (ang. Skały Beds, fr. couches de Skały), choć używano też terminu „formacja skalska”. Formalną definicję wydzielenia przedstawiono w 2022.

## Definicja, stratotypy, datowanie
Formacja skalska obejmuje przeławicające się utwory margliste, ilaste i wapienne z liczną i dobrze zachowaną makrofauną, której nagromadzenia mają czasami charakter skałotwórczy. Miąższość formacji wynosi prawdopodobnie ok. 250–280 m. 
Jej obszarem typowym jest prawy stok rzeczki Dobruchny (dopływu Pokrzywianki), gdzie odsłaniają się utwory dewonu; tam znajdują się stratotypy dolnej i górnej granicy formacji, natomiast hipostratotyp granicy górnej wyznaczono w nieodległym Miłoszowie. Utwory nadległe to formacja świętomarska, natomiast podległe – formacja z Kowali (według dawniejszego ujęcia należały one do formacji wojciechowickiej).
Wiek formacji, określony na podstawie konodontów, tentakulitów, małżoraczków i spor zawiera się w przedziale późny eifel–środkowy żywet.

## Fauna
Formacja skalska znana jest ze szczególnie zróżnicowanej fauny kopalnej. Odsłonięcie w Skałach (obecnie nieistniejące) było jednym z najsłynniejszych stanowisk paleontologicznych w Polsce; znaleziono tam ponad 130 gatunków bezkręgowców kopalnych, przede wszystkim ramienionogów. Wiele z tych gatunków okazało się nowymi, a nazwy niektórych z nich odnoszą się do wsi Skały: Blothrophyllum skalense Gürich, 1896 (koralowiec czteropromienny); Aulocystis skalensis (Stasińska, 1974) (koralowiec denkowy); Nyterops skalensis (Kielan, 1956) (trylobit). Z okolic Śniadki opisano nowy rodzaj i gatunek bezszczękowca z grupy heterostraków, Psarkosteus mediocris. Z serii czterech stanowisk formacji skalskiej w Miłoszowie odnotowano 200 gatunków bioty morskiej.
Bogata biota formacji skalskiej pochodzi z okresu panowania optymalnych warunków dla rozwoju organizmów żywych, co miało miejsce między wydarzeniami Kačák a Taghanic.